# Eric Klinenberg
Eric M. Klinenberg (14 de noviembre de 1970) es un sociólogo estadounidense, investigador de estudios urbanos, cultura y medios de comunicación. Actualmente es Profesor "Helen Gould Shepard" de Ciencias Sociales y Director del Instituto del Conocimiento Público de la Universidad de Nueva York, Estados Unidos. También está asociado con NYU Wagner, el Departamento de Medios, Cultura y Comunicación, y la Escuela de Salud Pública Global de NYU.
Klinenberg es conocido, principalmente, por sus contribuciones como sociólogo interesado por la circulación pública del conocimiento, en temas como la ciudad, el cambio climático, la democracia, la cultura, la salud, los medios, la tecnología y las políticas públicas sociales.Parte de su trabajo también se ha desarrollado en "Rebuild by Design", organización en donde actúa como Director de Investigaciones, en proyectos orientados a orientar a ciudades alrededor del mundo para transformarse y enfrentar el cambio climático. Además, es coeditor de "Anti-democracy in America" y editor de "Climate Change and the Future of the cities". 

## Biografía
Klinenberg nació en la ciudad de Chicago, como parte de una familia de origen judío checo. Asistió a la Escuela Francis W. Parker y luego se graduó de una licenciatura en Historia y Filosofía de la Universidad de Brown (1993). En 1997 obtuvo su título de maestría en Sociología y en 2000 su título de doctorado en Sociología de la Universidad de California, Berkeley . Actualmente es profesor de Políticas Públicas, Sociología, y Medios, Cultura y Comunicación en la Universidad de Nueva York, así como editor de la revista Public Culture . En 2012, Klinenberg se convirtió en director del Instituto del Conocimiento Público de la Universidad de Nueva York. En 2013, fue nombrado director de investigación del concurso "Rebuild by Design".

## Publicaciones
Su primer libro fue Heat Wave: A Social Autopsy of Disaster in Chicago, editado y publicado por la Editorial de la Universidad de Chicago, en 2002. En él relata y analiza la ola de calor de 1995 en Chicago. Gracias a este libro ganó varios premios académicos, incluido el premio "Robert Park" de la Asociación Estadounidense de Sociología, el premio de la Asociación de Asuntos Urbanos, el premio de la Asociación Británica de Sociología, el Premio Mirra Komarovsky, y una mención de honor en el Premio C Wright Mills. Además, hizo parte de una selección de libros favoritos publicada en el Chicago Tribune. Finalmente, una adaptación teatral del libro se estrenó en Chicago en 2008.
Su segundo libro es Fighting for Air: The Battle to Control America's Media, calificado como "políticamente apasionado e intelectualmente serio", y como "una lectura obligada para aquellos que se preguntan qué pasó con la buena radio, los informes precisos y el interés público autónomo".
Su tercer libro es llamado Going Solo: The Extraordinary Rise and Surprising Appeal of Living Alone. Fue publicado en febrero de 2012, por Penguin Press, y ha sido traducido a diversos idiomas, como el chino, el japonés, el coreano, el ruso, turco y húngaro, generando un amplio debate alrededor de aquellos que deciden irse a vivir solos por elección y con plenitud. En un artículo de la revista Time, Going Solo se destacó como "la idea #1 que está cambiando nuestras vidas".
En 2013, Klinenberg escribió un artículo en la revista New Yorker acerca del huracán Sandy y el proceso deadaptación al cambio climático. En él explicaba el papel de la infraestructura social en la protección de las ciudades y las comunidades.
En junio de 2015, Klinenberg coescribió y publicó un libro con el comediante Aziz Ansari llamado Modern Romance: An Investigation.
En 2018, publicó un libro titulado Palacios para el pueblo: cómo la infraestructura social puede ayudar a combatir la desigualdad, la polarización y el declive de la vida cívica . En él, Klinenberg analizó el rol de la infraestructura social en la cultura estadounidense, en el marco de los estudios sobre espacios públicos como bibliotecas, guarderías y jardines, parques, librerías, iglesias y las universidades, entre otras inversiones sociales, y los caracterizó como formas de fortalecer y sanar a las comunidades, y de construir capital social .Para Klinenberg, "el futuro de las sociedades democráticas se encuentra tanto en los valores compartidos como en los espacios compartidos [...] que nos ayudan a formar vínculos humanos que nos pueden salvar la vida. Estos son lugares donde la gente se puede reunir y entretenerse, fortaleciendo vínculos personales y promoviendo interacciones entre diferentes"
Además de sus libros y artículos académicos, publicados en American Sociological Review, Theory & Society, la revista americana de Salud Pública y Etnografía. Klinenberg también ha contribuido a publicaciones como el New Yorker, el New York Review of Books, Atlantic, Playboy, Slate, Le Monde diplomatique, The Washington Post, Rolling Stone, The New York Times Magazine, The Guardian, The London Review of Books, The Nation, Mother Jones,  el programa de radio This American Life  y el programa de televisión Real Time con Bill Maher .
Su próximo proyecto editorial lleva por nombre 2020: una autopsia social, que será publicado por Alfred A. Knopf.